# Paedophryne oyatabu
A Paedophryne oyatabu  a kétéltűek (Amphibia) osztályába és  a békák (Anura) rendjébe, a Szűkszájúbéka-félék (Microhylidae) családjába tartozó faj.

## Előfordulása
Pápua Új-Guinea endemikus faja. A Fergusson-szigeten, a Kilkerran-hegyen, 1400 m-es tengerszint feletti magasságban honos.

## Nevének eredete
Nevét a Kilkerran-hegy helyi neve, Oya Tabu után kapta.

## Megjelenése
A Paedophryne oyatabu apró békafaj. A holotípus nőstény mérete 11,3 mm. lába viszonylag rövid, orra tömpe. Háta világosabb barna, melyen egy pár elmosódott sötétbarna V alakú minta látható. Hasi oldala sötétbarna, elszórt világosszürke pettyekkel.